# Gnomidolon gounellei
Gnomidolon gounellei är en skalbaggsart som beskrevs av Martins 1967. Gnomidolon gounellei ingår i släktet Gnomidolon och familjen långhorningar. Inga underarter finns listade i Catalogue of Life.